# Karolinenkoog
Karolinenkoog er en by og kommune i det nordlige Tyskland, beliggende i Amt Kirchspielslandgemeinden Eider i den nordlige del af Kreis Dithmarschen. Kreis Dithmarschen ligger i den sydvestlige del af delstaten Slesvig-Holsten.

## Geografi
Kogen er beliggende ved den sydøstlige bred af floden Ejderen over for byen Tönning (Kreis Nordfriesland). Området langs Ejderdigerne hører til Naturschutzgebiet Dithmarscher Eiderwatt.

### Nabokommuner
Nabokommuner er (med uret fra nordvest) byen Tönning og kommunerne Oldenswort (begge i Kreis Nordfriesland) samt kommunerne Groven, Hemme, Strübbel, Schülp og Wesselburenerkoog (alle i Kreis Dithmarschen).